# Terry Wogan
Sir Michael Terence (Terry) Wogan (Limerick, 3 augustus 1938 – Taplow, 31 januari 2016) was een uit Ierland afkomstige radio- en televisiepresentator, die tevens de Britse nationaliteit bezat.
Wogan presenteerde bij de BBC in de jaren 80 en 90 een eigen spelprogramma Blankety Blank en een praatprogramma Wogan op televisie, presenteerde tientallen jaren tot december 2009 het immens populaire ontbijtprogramma op Radio 2, later Wake Up to Wogan genoemd. Tot de 8 miljoen regelmatige luisteraars behoorden koningin Elizabeth en premier Margaret Thatcher. Van 1971 tot 2008 was hij de commentator voor de BBC van het Eurovisiesongfestival. Vanaf 2009 had hij alleen nog een programma op zondagmiddag, Weekend Wogan op Radio 2, en was hij nog altijd de hoofdpresentator van het jaarlijkse benefietprogramma Children in Need. In november 2015 moest hij zijn radiowerk beëindigen wegens zijn gezondheidstoestand.
Speciaal voor de jaarlijkse marathonuitzending Children in Need werd de Sir Terry Wogan Fundraiser Of The Year Award in het leven geroepen; deze wordt uitgereikt aan iemand die een buitengewone bijdrage heeft geleverd. 

## Persoonlijk leven
Wogan was getrouwd met Helen Joyce en had drie kinderen.